# Franz Platko
Ferenc Plattkó (născut la Budapesta, Ungaria, 2 decembrie 1898, decedat la Santiago, Chile, în 2 septembrie 1983), cunoscut și sub numele de Ferenc Platko sau  Francisco Platko (în Spania numele de fată al mamei sale „Kopiletz” a fost adăugat conform obiceiurilor locale) a fost fotbalist maghiar și antrenor de origine maghiară. În anii 1910 și 1920 a jucat ca portar]] pentru Vasas SC, WAC Vienna, KAFK Kula, MTK Hungária FC, FC Barcelona și Recreativo de Huelva.
Ulterior, a lucrat ca antrenor în Europa și America de Sud, în special cu FC Barcelona, Colo-Colo, River Plate, Boca Juniors și [ [Echipa națională de fotbal a Chile|Chile]]. Platko a fost o legendă timpurie a FC Barcelona și a fost coechipier cu Paulino Alcántara, Josep Samitier și Sagibarba. În finala Cupei Spaniei din 1928, Plattko a fost bătut atât de brutal de atacanții Real Sociedad încât, însângerat și abia conștient, a trebuit să fie scos de pe teren. S-a întors, purtând un turban de bandaje după ce s-a rănit la cap și curajul lui de portar a fost imortalizat de Rafael Alberti, un scriitor spaniol al generației lui ’27, în  poemul dedicat „ursului blond” numit Oda A Platko. După ce s-a retras ca jucător, a revenit la club ca antrenor de două ori (1934–35, 1955–56). Plattkó a jucat 6 meciuri pentru Echipa națională a Ungariei între 1917 și 1923.
Franz Plattko, un austriac/maghiar din Budapesta, a fost antrenorul lui Venus în sezonul 1936-37, câștigător al titlului. Plattko va continua să antreneze oameni ca Colo-Colo, Boca Juniors și River Plate în America de Sud.

## Cariera

### Începutul carierei
Platko și-a început cariera ca portar în orașul său natal, Budapest, cu clubul local Vasas SC în 1917. După o scurtă perioadă la WAC Viena în 1920, s-a întors la Vasas pentru încă un sezon. Între 1917 și 1923, Platko a mai jucat șase meciuri pentru Ungaria. În sezonul 1921/22 a fost antrenor și portar pentru KAFK Kula din Kula (Serbia), unde a câștigat campionatul subasociației Subotica, promovând în Liga a II-a a Regatul Sârbilor, Croaților și Slovenilor. În 1922, MTK a jucat două amicale împotriva FC Barcelona. Ambele meciuri s-au încheiat la egalitate 0–0, iar FC Barcelona, impresionat de Platko, ia oferit un contract.

### Barcelona

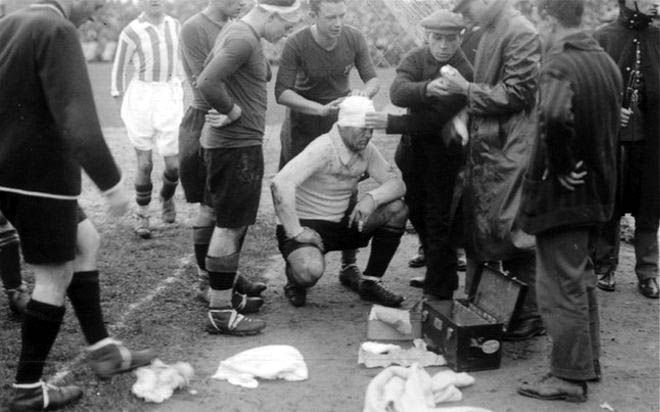
Un Plattko rănit în timpul finalei Cupei Regelui din 1928 împotriva Real Sociedad l-a inspirat pe poetul Rafael Alberti să scrie „Oda lui Plattko”

Platko l-a înlocuit pe legendarul Ricardo Zamora, dar curând s-a impus ca o legendă în sine. El a petrecut șapte ani la FC Barcelona între 1923 și 1930. În acea perioadă a câștigat șase titluri de Campionat de Catalunya, trei Copa del Rey și primul titlu de La Liga.
Poezia „Oda lui Platko” a apărut în urma finalei Copa del Rey din 1928. FC Barcelona a avut nevoie de trei jocuri pentru a învinge Real Sociedad și în timpul primei întâlniri din 20 mai, Rafael Alberti a fost atât de impresionat de curajul lui Platko încât mai târziu a scris poemul în onoarea sa. Platko și-a încheiat cariera de jucător la Recreativo de Huelva și s-a retras ca jucător în 1931. 
El și-a început curând cariera ca antrenor, lucrând în Franța cu FC Mulhouse (1932–33) și Racing Club de Roubaix (1933–34), înainte de a reveni la FC Barcelona ca antrenor pentru sezonul 1934/35. În ciuda faptului că a condus clubul către un alt Campionat de Catalunya, în sezonul următor a fost înlocuit de Patrick O'Connell. După două decenii departe de club, Platko a fost renumit antrenor al CF Barcelona pentru sezonul 1955/56. În acest sezon, clubul, inspirat de Ladislao Kubala și Luis Suárez, a câștigat 10 meciuri consecutive în La Liga la rând. Recordul a rămas neînvins până în 2005. În ciuda acestei perioade bune, CF Barcelona a reușit să termine doar pe locul al doilea în La Liga, în spatele lui Atlético Bilbao, iar Platko a fost înlocuit în sezonul următor.

### America de Sud
Pe parcursul celor două decenii departe de FC Barcelona s-a impus ca antrenor în America de Sud. În 1939, în timpul primei dintre cele trei perioade la Colo-Colo, el a condus clubul către Campionatul Chile. În 1940, a avut o perioadă la conducerea River Plate în Argentina înainte de a se întoarce în Chile și Colo-Colo în 1941, câștigând a doua Campionatul Chile. În 1941 el a preluat conducerea Chile și a continuat ca manager al echipei naționale până în 1945, antrenând echipa atât la Campionatul Americii de Sud în ambele  1942 și 1945. În 1942 a mai antrenat alte două cluburi chiliane, Club Magallanes și Santiago Wanderers. În 1949 a antrenat Boca Juniors și în 1953 a revenit la Colo-Colo pentru a treia oară și a câștigat a treia Campionatul Chile.
Pentru sezonul 1955/56 s-a întors la FC Barcelona, cu care a devenit secund în ligă la un punct în spatele lui Athletic Bilbao. Bilanțul său de 22 de victorii, trei egaluri și cinci înfrângeri a fost cel mai bun de până acum pentru club. Seria de zece victorii consecutive în ligă a fost întrecută doar sub Frank Rijkard în sezonul 2005/06. Căderea lui a fost o înfrângere cu 1–3 pe 20 mai în sferturile de finală de cupă împotriva rivalilor locali Español. Clubul a încheiat, relația dintre echipă și Plattkó s-a rupt, și l-a înlocuit pentru meciul retur, care s-a încheiat 4-4, cu legenda clubului Josep Samitier.
În următorii ani, Plattkó i-a petrecut în Brazilia ca cercetător de talente și observator de jucători. mai târziu, s-a întors în Chile, unde în 1965 a preluat o ultimă misiune de antrenor când a preluat echipa umilă din prima divizie CD San Luis de Quillota din regiunea [[Valparaíso] ], cu care a terminat pe locul al treilea de jos, care a fost însă cu unul mai sus față de sezonul precedent.

## Viața personală

### Frații Platko
Franz Platko a avut și doi frați, Esteban Platko și Carlos Platko, care l-au urmat în Spania și ulterior s-au stabilit ca antrenori. Esteban a antrenat, printre altele, Real Valladolid (1928–31, 1934–40), Granada CF (1943–45) și RCD Mallorca, în timp ce Carlos a antrenat Real Valladolid (1941). –43), Celta de Vigo (1944–46), Girona FC (1948–49) și Sporting de Gijón.

## Palmares

### Ca jucător
Barcelona
- La Liga (1): 1928–29
- Copa del Rey (3): 1925, 1926, 1928
- Campioni Catalani (6): 1923–24, 1924–25, 1925–26, 1926–27, 1927–28, 1929–30

### Manager
Barcelona
- Campioni Catalani (1): 1934–35

Venus București
- Liga I (1): 1936–37

Colo-Colo
- Primera División (3): 1939, 1941, 1953

## Oda lui Platko
Nimeni nu uită, Platko,

Nu, nimeni, nimeni, nimeni,

urs blond al Ungariei.

Nici marea,

Că în fața ta a sărit fără să se poată apăra.

Nici ploaie. Nici vântul, acesta a fost cel care a răcnit cel mai mult. 

Nici marea, nici vântul, Platko, 

blond Platko de sânge, 

portar în praf, paratrăsnet.

Nu, nimeni, nimeni, nimeni.

tricouri albastre și albe, în aer, 

tricouri adevărate,

opus, împotriva ta, zburând și târându-te. 

Cu sânge de aligator în gură, 

Platko, îndepărtatul Platko, 

blond rupt Platko, 

tigru care arde în iarba altei țări.

Tu, cheie, Platko, tu, cheie spartă,

cheie de aur căzută în fața pridvorului de aur.
Rafael Alberti 
- Aceasta este doar o traducere foarte grosieră a poeziei, trebuie îmbunătățită

## Literatură
- Tamás Dénes, Mihály Sándor, Éva B. Bába: A magyar labdarúgás története I.: Amatorök és álamatorök (1897–1926), Campus Kiadó (Debreceni Campus Nonprofit Közhasznú Kft.), Debrecen (HU.), Debrecen (HU.), ISBN: 978-963-9822-11-5